# Gloanna
Gloanna là một chi bướm đêm thuộc họ Noctuidae.

## Các loài
- Gloanna grisescens (Barnes & Lindsey, 1921)
- Gloanna hecate Blanchard & Knudson, 1983
- Gloanna mexicana (Dyar, 1912)